# Zespół Szkół im. Tadeusza Kościuszki w Łobzie
Zespół Szkół im. Tadeusza Kościuszki w Łobzie – zespół szkół ponadgimnazjalnych w Łobzie. Szkoła w zmienianej formie istnieje od roku 1945, a od 1966 patronem jej jest Tadeusz Kościuszko. Aktualnie w skład szkoły wchodzi liceum ogólnokształcące, technikum zawodowe oraz zasadnicza szkoła zawodowa.

## Historia
Szkoła rozpoczęła działalność 17 września 1945 roku jako Państwowe Gimnazjum i Liceum w Łobzie i wpisano wtedy pierwszych 99 uczniów, a w roku szkolnym 1946/47 obok działającego 3-letniego gimnazjum zaczęło funkcjonować 2-letnie liceum. Pierwszy egzamin maturalny w szkole miał miejsce w roku 1947 i przystąpiło do niego 19 uczniów, a świadectwa dojrzałości otrzymało 12 osób. W roku szkolnym 1960/61 szkoła otrzymała nowy budynek szkoły przy ulicy Bieruta (obecnie Niepodległości) w którym szkoła mieści się do dzisiaj. W 1961 szkoła otrzymała sztandar, a 1966 patronem szkoły został Tadeusz Kościuszko. Od 1976 szkoła nosi nazwę Zespół Szkół im. Tadeusza Kościuszki.

### Dyrektorzy
Dyrektorami szkoły byli:
- Stefan Tuz
- dr Wacław Paniewski (Panieński?)[2]
- Józef Woydyno
- Florian Kaszuba
- Wiktor Kutkiewicz
- Damian Cisek
- Jerzy Golec
- Włodzimierz Manik
- Antoni Klinger
- Bronisław Połetek
- Wojciech Ignacy Bajerowicz – późniejszy Redaktor Naczelny i Wydawca miesięcznika Łobeziak
- Lucjan Kułakowski
- Jolanta Manowiec

## Uznani nauczyciele, absolwenci i uczniowie
W historii szkoły osiągnięciami zapisali się:
- Osiągnięcia sportowe: Kazimierz Mroczkowski, Józef Opuchlik, Ryszard Puzyrewski, Leszek Kolada, Edward Daszkiewicz, rodzeństwo Czesław i Krystyna Kurkiańcowie, Ewa Soroko, siostry Bożena i Elżbieta Lisik, Monika Brona, Anna Łabaziewicz, Marcin Orzechowski, Artur Mazurek i inni.
- Osiągnięcia w olimpiadach i konkursach: Krzysztof Kubacki, Wojciech Guzowski, Marta Machało, Milena Muszyńska, Grzegorz Bajerowicz, Dariusz Możejko, Bogdan Zdanowicz, Ryszard Biernikowicz, Irena Wydronek i inni.
- Teresa Zienkiewicz - nauczyciel
- Zdzisław Bogdanowicz – nauczyciel i absolwent szkoły
- Piotr Sienkiewicz
- Kazimierz Obuchowski
- Zygmunt (Karol) Gryczyński
- Ignacy Gryczyński
- Romuald Puzyrewski
- Edward Daszkiewicz
- Łukasz Grass
- Wiesław Małyszek
- Andrzej Gudański
- Klaudia Ungerman
- Beata Afeltowicz

### Zjazdy absolwentów
Odbyło się pięć zjazdów absolwentów i nauczycieli uczących w tej szkole, gdzie rekordowo w roku 2006 na 4. zjazd przybyło ponad 700 osób. Na rok 2017 planowany jest VI zjazd absolwentów i nauczycieli z lat 1947–2000.